# 出張入試
出張入試（しゅっちょうにゅうし）は、教育機関によって行われている入学試験の形態。

## 概要
出張入試は行われる入学試験の会場を、所在地以外の都道府県にも設けて、このことから多くの受験生を集めるという形式である。学校法人立命館の教育機関は早い段階から出張入試を実施しており、1939年の立命館日満高等工科学校の入学試験で実施されており、その後に立命館大学専門学部工学科に昇格したときにも出張入試を実施していた。新制大学においての出張入試も立命館大学が早い時期から実施しており1956年に他大学に先駆けて始められた。大学においての出張入試というのは、現在においては多くの大学で実施されている入学試験の形式である。
現代では中学受験においても出張入試が行われることが多くなっており、地方に存在する学校が東京で入学試験を実施しているという例が多い。2012年には地方の17校による東京での出張入試が行われ、優秀な入学生の確保や受験料収入が目的とされていた。出張入試を実施している中学校には郊外に学校が位置しており寮が置かれている事が多いことから、出張入試を利用してお試し感覚で受験できることや合格した場合に寮から通学することを考えることができる点から生徒募集にも一定の効果がある。